# Estació de Sant Andreu de la Barca
Sant Andreu de la Barca és una estació ferroviària de les línies suburbanes S4, S8, i de rodalia R5, R6, R50 i R60 de la Línia Llobregat-Anoia de FGC situada al centre de Sant Andreu de la Barca a la comarca del Baix Llobregat. L'actual estació es va inaugurar el 2001, però l'antiga estació a la superfície existia des del 1912.
Aquesta estació s'ubica dins de la tarifa plana de l'àrea metropolitana de Barcelona, on qualsevol trajecte entre dos dels municipis de l'àrea metropolitana de Barcelona valida com a zona 1.

## Història
El ferrocarril arriba a Sant Andreu de la Barca gràcies a la construcció d'una línia d'ample estret entre Barcelona i Martorell per la ribera dreta del riu Llobregat. Els treballs van ser a càrrec de la companyia Camino de Hierro del Nordeste de España. Va rebre la concessió el 1908, i el 29 de desembre de 1912 es posava en funcionament l'estació amb l'obertura de la línia.
Fòu el 1968 que s'electrificà el traçat al seu pas per l'estació amb la col·locació de catenària aèria. Degut als treballs de duplicació de via a Sant Andreu de la Barca mitjançant la perforació d'un túnel, es va construir una nova estació subterrànea, inaugurada el 20 de novembre de 2001 i substituïa l'antiga en superficie.

## Serveis ferroviaris
| Línia Llobregat-Anoia de FGC |                        |                  |                   |                        |
| Procedència/Destinació       | <                      | Línia            | >                 | Procedència/Destinació |
| Barcelona - Pl. Espanya      | Pallejà                |                  | El Palau          | Olesa de Montserrat    |
| Barcelona - Pl. Espanya      | Pallejà                | Martorell-Enllaç | El Palau          |                        |
| Barcelona - Pl. Espanya      | Pallejà                | Manresa-Baixador | El Palau          |                        |
| Barcelona - Pl. Espanya      | Pallejà                | Igualada         | El Palau          |                        |
| Barcelona - Pl. Espanya      | Pallejà                |                  | Martorell-Central | Manresa-Baixador       |
| Barcelona - Pl. Espanya      | Sant Vicenç dels Horts |                  | Martorell-Central | Igualada               |